# Nandu plamiste
Nandu plamiste, nandu Darwina (Rhea pennata) – gatunek dużego nielotnego ptaka z rodziny nandu (Rheidae). Występuje wyłącznie w Ameryce Południowej do wysokości 3500–4500 m n.p.m.

## Systematyka
Po raz pierwszy opisany w 1834 roku przez d’Orbigny’ego pod nazwą Rhea pennata. Jako lokalizację holotypu autor wskazał Río Negro na południe od Buenos Aires w Argentynie. Takson ten często umieszczano w monotypowym rodzaju Pterocnemia, lecz jest blisko spokrewniony z Rhea americana, z którym w warunkach hodowlanych dochodziło do przypadków krzyżowania się. Wyróżniono trzy podgatunki R. pennata. Ich status jest niepewny, takson tarapacensis być może powinien być traktowany jak odrębny gatunek, a garleppi jak jego podgatunek lub synonim.

## Występowanie
Takson ten zamieszkuje zależnie od podgatunku:
- R. pennata garleppi – Peru, południowo-zachodnią  Boliwię, północno-zachodnią Argentynę.
- R. pennata tarapacensis – nandu andyjskie – północne Chile.
- R. pennata pennata – nandu plamiste – południowe Chile i południową Argentynę, aż do Ziemi Ognistej

## Morfologia
Długość ciała 92,5–100 cm, masa ciała 15–25 kg. Samce większe i cięższe od samic. U samca podgatunku nominatywnego głowa, szyja i górne części ciała koloru płowo-brązowego. Pióra na plecach, w tylnej części ciała i skrzydłach z białymi, wyraźnymi plamami na końcach. Spód ciała białawy. Tęczówki i dziób brązowe. Nogi koloru szarawo-żółtawego. Ubarwienie samicy jest na ogół ciemniejsze niż u samca. Również białe plamy na piórach są mniejsze. Ubarwienie podgatunku tarapacensis jest bardziej szare niż u nominatywnego, głowa i szyja popielato-szara, górne części ciała rdzawo-brązowawe z wyraźnym szarawym odcieniem, białe plamy na końcówkach piór mniejsze. Podgatunek garleppi jest podobny do tarapacensis, ale głowa i szyja bardziej płowa, a górna część ciała bardziej szaro-brązowa. Pisklęta mają na grzbiecie dwa czarne, podłużne pasy. Osobniki młodociane są bardziej brązowe od dorosłych, bez białych plam na końcówkach piór. Typowe ubarwienie dorosłych uzyskują po 3–4 latach życia.

## Ekologia

### Środowisko
W północnej części zasięgu występowania (podgatunki tarapacensis i garleppi) zasiedla punę, solniska, wyżynne torfowiska i wrzosowiska do wysokości 3500–4500 m n.p.m. W południowym rejonie występowania zasiedla półpustynne stepy z grupami krzewów i użytki zielone terenów zalewowych do wysokości 2000 m n.p.m. Młode rodzą się zazwyczaj w obszarach górskich bogatych w kostrzewę. Podczas badań przeprowadzonych w północno-zachodniej Patagonii zaobserwowano, że samce wybierają miejsce na gniazdo na obszarach podmokłych (tzw. mallín).

### Tryb życia
Zazwyczaj występuje w stadach liczących 5–30 osobników. Często pasie się wspólnie z lamami andyjskimi (Lama glama), gwanako andyjskimi (Lama guanicoe) i wikuniami andyjskimi (Vicugna vicugna). Gdy przebywają w mniejszych grupach, a także w bardziej zamkniętych obszarach i w miejscach, gdzie istnieje duże ryzyko zagrożenia ze strony drapieżników, są bardzo czujne. Nandu plamiste jest wszystkożerne. W jego diecie przeważa pokarm roślinny, a zwłaszcza trawy. Pokarm uzupełniany jest małymi zwierzętami, zwłaszcza owadami.

### Rozród

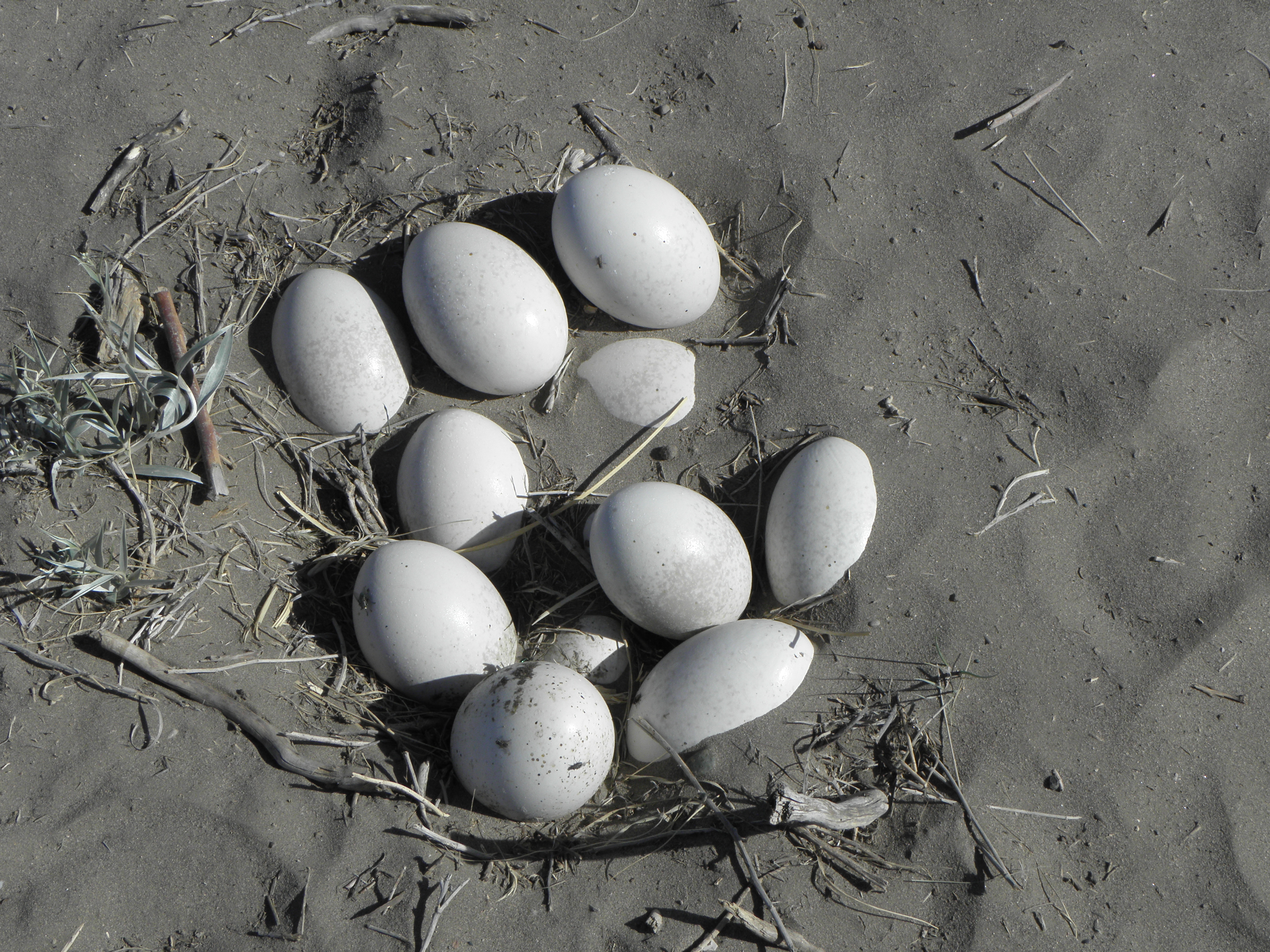
Jaja R. pennata

Sezon rozrodczy w północnej części zasięgu występowania przypada na wrzesień-styczeń, na lipiec w Río Negro i w listopadzie w skrajnie południowej części zasięgu występowania. Samce na początku sezonu lęgowego toczą walki o terytorium. Gniazdo budowane jest przez samca w płytkim zagłębieniu w ziemi. Pokryte jest suchą trawą lub gałązkami. W gnieździe znajduje się najczęściej 10–30 żółto-oliwkowych jaj o średnich wymiarach 127×87 mm złożonych przez kilka samic. Jaja wysiadywane są przez samca przez okres 30–44 (najczęściej 40) dni. W tym czasie samiec jest agresywny wobec wszystkich intruzów zbliżających się do gniazda, nawet samic z własnego stada. Samice składają wtedy jaja w pobliżu samca, które to samiec stara się przetoczyć do gniazda. Jaja, które są poza jego zasięgiem, gniją i przyciągają muchy, które służą mu oraz nowo wyklutym pisklętom za pokarm. Po wylęgnięciu młode znajdują się pod wyłączną opieką samca przez okres 6 miesięcy. Młode pozostają w grupach, dopóki nie osiągną dojrzałości płciowej w wieku 2–3 lat. W północnej Patagonii, gdzie ryzyko drapieżnictwa jest małe, zanotowano sukces lęgowy wynoszący 75%. Ponad 25% młodych przeżyło pierwszą zimę.

## Status i ochrona
W Czerwonej księdze gatunków zagrożonych Międzynarodowej Unii Ochrony Przyrody (IUCN) został zaliczony do kategorii najmniejszej troski (LC – Least Concern). IUCN uznaje nandu andyjskie (tzn. podgatunki tarapacensis i garleppi) za osobny gatunek i zalicza je do kategorii NT (Near Threatened – bliski zagrożenia). Wpisany do załącznika I (R. pennata) i II (R. p. pennata) CITES. Wszystkie populacje wykazują trend spadkowy. Łączną liczebność populacji podgatunków tarapacensis i garleppi w latach 90. XX wieku szacowano na kilkaset osobników, lecz obecnie uważa się, że były to szacunki zaniżone. Według współczesnych, wstępnych oszacowań, ich liczebność zawiera się w przedziale 1000–2499 osobników dorosłych, choć nie wykluczone, że jest ich więcej.
Głównym zagrożeniami dla tego gatunku są polowania dla mięsa i piór, wybieranie jaj oraz intensywne przekształcanie środowiska życia tych ptaków na pola uprawne i pastwiska dla bydła.